# Andrew Robertson
Andrew Robertson (Glasgow, Skócia, 1994. március 11. –) skót válogatott labdarúgó, az angol Liverpool hátvédje.

## Pályafutása

### Ifjúkora
A Glasgow-ban született Robertson a Giffnock SC-ben kezdett el futballozni, majd csatlakozott a Celtic ifiakadémiájához, de apró termete miatt eltanácsolták az U15-ös csapattól. Ezután középiskolai csapata kapitánya volt, majd a Queen’s Parkhoz került.

### Queen's Park
Robertson jól teljesített a Queen’s Park ificsapatában, így a 2012/13-as szezonra felkerült az első csapat keretébe. Egy Berwick Rangers elleni Scottish Challenge Cup-meccsen mutatkozott be, melyet csapata büntetőkkel nyert meg. Minden sorozatot egybevéve 40 alkalommal lépett pályára az idény során, hozzájárulva csapata harmadik helyéhez a skót negyedosztályban. Első gólját 2012. november 13-án, egy East Stirlingshire elleni meccsen szerezte.

### Dundee United
2013. június 3-án az élvonalbeli Dundee United leigazolta Robertsont, csapattársával, Aidan Connollyval együtt. Rögtön az első csapatba került, már a szezon első napján, a Patrick Thistle ellen lehetőséget kapott. Szeptember 22-én, a Motherwell ellen megszerezte első gólját új csapatában, a saját térfeléről indulva, egy távoli lövést követően. Szeptemberben és novemberben is megválasztották a hónap legjobb fiataljának, októberben pedig új, 2016-ig szóló szerződést írt alá csapatával. 2014. április 12-én pályára lépett a Rangers elleni Skót Kupa-elődöntőben, melyet csapata 3-1-re megnyert. 2014 áprilisában ismét megválasztották a hónap fiataljának, az idény végén pedig bekerült a skót élvonal álomcsapatába.

### Hull City
2014 júliusában a Dundee United elfogadta a Hull City 2,85 millió fontos ajánlatát Robertsonért. Az átigazolás július 29-én vált hivatalossá, amikor a játékos hároméves szerződést írt alá az angol csapattal. A 2014/15-ös szezon első napján, a Queens Park Rangers ellen debütált. Robertson gyorsan beilleszkedett új csapatába, augusztusban a hónap legjobbjának járó díjat is megkapta. 2015. november 3-án, a Brentford ellen megszerezte első gólját a klubnál.

### Liverpool
2017. július 21-én a Liverpool szerződtette 8 000 000 fontért. Augusztus 19-én mutatkozott be új csapatánál, az első mérkőzésen 1-0 arányban múlták felül a Crystal Palace csapatát. A 2017-18-as szezonban Alberto Moreno cseréjeként számolt vele Jürgen Klopp, amikor azonban a spanyol balhátvéd decemberben megsérült, Robertson elég sok mérkőzésen lehetőséget kapott. A 2017-18-as idény utolsó játéknapján szerezte meg első gólját a Liverpoolban, akkor 4-0-ra nyertek a Brighton ellen. A következő szezonban már összesen 48 alkalommal lépett pályára, ami az egy évvel korábbi 30 mérkőzéshez képest nagy előrelépést jelentett számára. A csapat másodikként végzett a bajnokságban, Robertson pedig januárban hosszabbított, egészen 2024-ig. 2019. április 25-én a Premier League játékosai beszavazták a PFA Év Csapatába, ahova három csapattársa, Trent Alexander-Arnold, Sadio Mané és Virgil van Dijk is bekerült. 2019. június 1-én végigjátszotta a Bajnokok Ligája döntőjét, amelyet a Liverpool végül megnyert. A 2019-20-as idény első BL-mérkőzésén megszerezte első, e tornabeli gólját is, az RB Salzburg ellen talált be. 2019 novemberében megszerezte második találatát a bajnokságban, az Aston Villa ellenében.

## Válogatott pályafutása
Robertson 2013 októberében került be először a skót U21-es válogatott keretébe, ahol Szlovákia ellen lépett pályára először.
A felnőtt válogatottba 2014. március 5-én kapott először meghívót, Lengyelország ellen. A második félidőben állt be, teljesítményéről pedig Gordon Strachan szövetségi kapitány elismerően nyilatkozott a találkozó után. Kezdőként május 28-án, Nigéria ellen játszhatott először. 2014 novemberében, egy Anglia elleni barátságos meccsen megszerezte első válogatottbeli gólját. 2015 novemberében ismét meghívták az U21-es csapatba, mert a felnőtt válogatottnak épp nem volt mérkőzése. 2018. szeptember 3-án kinevezték a válogatott csapatkapitányának. 2019. június 8-án, a 2020-as Európa-bajnokság Ciprus elleni selejtezőjén megszerezte első gólját a skót nemzeti csapatban.

## Magánélete
Robertsonnak és barátnőjének, Rachel Robertsnek 2017. augusztus 26-án megszületett első gyermekük, Rocco, majd 2019 januárjában második, Aria.

## Sikerei

### Hull City
- A Football League Championship rájátszásának győztese: 2015-16

- UEFA Bajnokok Ligája-győzelem: 2018-19
- UEFA-szuperkupa-győzelem: 2019-20